# Коннахт
Коннахт (англ. Connacht, ірл. Connachta) — провінція на заході Ірландії, давнє та середньовічне королівство, що існувало в Ірландії до завоювання Ірландії Англією. Королі Коннахту юридично вважалися васалами Верховного короля Ірландії, але фактично були незалежними.
Провінція складається з графств Голвей, Літрім, Мейо, Роскоммон і Слайго.
Найвищою точкою Коннахту є гора Мвелре (814 м), що розташована в графстві Мейо. Найбільший острів — Акілл — одночасно є найбільшим островом в Ірландії за межами основного острова. Найбільше озеро Каннахта — Лох-Корріб. З усіх історичних провінцій Ірландії — нині найменш населена провінція.

## Географія
| Назва     | Статус            | Площа км² | код на номерних знаках | ISO 3166-2 | Столиця           |
| --------- | ----------------- | --------- | ---------------------- | ---------- | ----------------- |
| Голвей    | графство Ірландії | 6149      | G                      | IE-G       | Голвей            |
| Літрім    | графство Ірландії | 1590      | LM                     | IE-LM      | Каррік-на-Шанноні |
| Мейо      | графство Ірландії | 5586      | MO                     | IE-MO      | Каслбар           |
| Роскоммон | графство Ірландії | 2548      | RN                     | IE-RN      | Роскоммон         |
| Слайго    | графство Ірландії | 1838      | SO                     | IE-SO      | Слайго            |

### Найбільші міста
| Чисельність населення, осіб | Українська назва | Англійська назва | Графство  |
| --------------------------- | ---------------- | ---------------- | --------- |
| 2997                        | Туам             | Tuam             | Голвей    |
| 4532                        | Лохр             | Loughrea         | Голвей    |
| 5475                        | Вестпорт         | Westport         | Мейо      |
| 6303                        | Баллінасло       | Ballinasloe      | Голвей    |
| 10 409                      | Балліна          | Ballina          | Мейо      |
| 11 891                      | Каслбар          | Castlebar        | Мейо      |
| 17 544                      | Атлон            | Athlone          | Роскоммон |
| 19 402                      | Слайго           | Sligo            | Слайго    |
| 71 983                      | Голвей           | Galway           | Голвей    |

## Історія

### Давні часи
У давні часи — до англо-норманського завоювання Ірландії — одне з п'яти королівств Ірландії — Манстер, Улад, Лейнстер, Коннахт, Міде — на які була поділена Ірландія, номінально об'єднуючись під владою Верховного Короля. Одна з найвідоміших правительниць королівства Коннахт — королева Медб. Війни королівства Коннахт з королівством Улад в часи королеви Медб (І століття нової ери) послужили основою для створення давнього ірландського епосу про Кухіліна — ватажка воїнів Уладу. Портрет королеви Медб (як її уявляли собі художники) зображався на бакнотах Ірландської республіки.
Королівство славилось ворожбитами, чаклунами, пророками, таємними знаннями. З усіх королівств давньої і середньовічної Ірландії Коннахт найдовше і найзапекліше чинив опір англійським завойовникам. Порівняно з іншими частинами Ірландії в Коннахті більша частина населення зберегла давню ірландську мову — гелтахт. З королівськими династіями Коннахту пов'язані численні народні легенди, міфи, казки.

### Від XIII століття до незалежності Ірландії
У часи англійського панування в Ірландії людей, яких підозрювали у нелояльному ставленні до англійської влади або просто корінних ірландців зганяли з їхніх земель і насильно переселяли в Коннахт, де створювались нестерпні умови для життя. Тому виникла в Ірландії приказка: «Що в пекло, що в Коннахт.» (див. Акт про облаштування Ірландії)
Населення Коннахту сильно зменшилось під час голоду 1845—1849 років, який англійська влада тільки посилювала, забороняючи кораблям з продовольством — допомогою з Америки причалювати до берегів Ірландії. Під час голоду населення Ірландії зменшилось з 8 мільйонів до 3 мільйонів.
Наприкінці XIX століття Коннахт був одним із центрів боротьби ірландців за гоумрул — самоуправління Ірландії, а потім в часи ірландського повстання 1916—1920 років одним центрів боротьби за незалежність Ірландії.

### Правителі Коннахту
Дані про королів Коннахту до 440 року нової ери вважаються суперечливими і легендарними чи то напівлегендарними. Першим історично достовірним королем королівства Коннахт вважається король Нат І МакФіахрах який одночасно був верховним королем Ірландії. Список історичних королів Коннахту (в дужках вказані роки правління) наступний:
- Нат І МакФіахрах (440—456, у 453—456 роках — Верховний Король Ірландії)
- Амальгайд (456—470)
- Айліль Молт МакНаті (470—482, у 459—582 роках — Верховний Король Ірландії)
- Дауі Тенге Ума МакБрійн (482—502)
- Еоган Бел МакКеллайг (502—547)
- Айліль Інбанде (547—550)
- Еохайд Тірмарне МакФергус (550—555)
- Ферадах МакРосса (555—560)
- Аед МакЕохайд (560—577)
- Уату МакАед (577—602)
- Маел Котад МакМаеле Ума (602—622)
- Колман МакКобтах (622)
- Рагаллах МакУату (622—649)
- Лайдгнен МакКолман (649—655)
- Гуайре Фейдне МакКолман (655—663)
- Муйрхертах Нар МакГуайре (663—668)
- Кен Фелад МакКоллген (668—682)
- Дунхад Муріскі МакТіпрайті (682—689)
- Фергал Айдні МакАртгайле (689—697)
- Муйредах Муйлехан МакФергус (696—702)
- Келлах МакРогаллах (702—705)
- Індрехтах МакДунхад (705—707)
- Індрехтах МакМуйредах (707—723)
- Домналл МакКатайл (707—714) — співправитель
- Домналл МакКеллах (723—728)
- Катал МакМуйредах Муйлехан (728—735)
- Аед Балб МакІннрехтах (735 — ?)
- Фергюс МакКеллах (? — 756)
- Айліль Медрайге МакІннрехтах (756—764)
- Дуб Іннрехт МакКатайл (764—768)
- Донн Котад МакКатайл МакАйліль (768—773)
- Флайтрі МакДомналл (773—777)
- Артгал МакКатал (777—782)
- Тіпрайте МакТайдг (782—786)
- Муіргіуса МакТоммалтах (786—815)
- Кінед (786—792) — співправитель
- Колла МакФергус (792—796) — співправитель
- Мел Котад МакФогартайг (815—818)
- Діармайт (818—833)
- Катал II (833—839)
- Мурхад МакАйд (839—840)
- Фергус МакФотайд (840—843)
- Фіннснехте МакТоммалтайг (843—848)
- Конхобар МакТайдг Мойр (848—882)
- Мугрон МакМаел Котайд (848—872) — співправитель
- Айд МакМугрон (882—888)
- Тадг МакМугрон (888—900)
- Катал III МакМугрон (900—925)
- Тадг МакКатал (925—956)
- Фергал МакАйрт О'Руайрк (956—966)
- Конхобар МакТадг (967—973)
- Катал IV МакТадг (973)
- Катал V МакКонхобар (973—1010)
- Тадг Ін Ейх Гіл МакКатал (1010—1030)
- Арт Уаллах МакАйд (1030—1046)
- Дуб МакДуібне (1030—1034) — співправитель
- Аед IV Ін Гай Бернах МакТадг (1046—1067)
- Аед V МакАед Ін Гай Бернах (1067—1087)
- Руадрі На Сайде Буіде МакАеда Ін Гай Бернах (1087—1092)
- Флайтбертах О'Флайтбертайг (1092—1098)
- Тадг IV МакРуадрі (1092—1097) — співправитель
- Домналл МакТігернайн (1097—1102)
- Домналл IV МакРуадрі (1102—1106)
- Тойрдельбах (Турлох) МакРуадрі (1088—1156) — верховний король Ірландії (1120—1156)
- Руайдрі О'Конхобайр (Родерік О'Коннор) (1156—1183)
- Конхобар Менмайге МакРуадрі (1183—1189)
- Катал Кробдерг МакТойрдельбайг (1189—1224)
- Катал Каррах МакКонхобар Менмайге (1189—1202)

Після цього влада королів Коннахту занепала, у XIII ст. Ірландія стала колонією ангійців. Коннахт уже не вважався королівством, його правителі називались лордами Коннахту.
У 1798 році під час чергового ірландського повстання під проводом товариства «Об'єднані ірландці» була проголошена «республіка Коннахт» — повстанці на короткий час звільнили північний Коннахт від влади англійців. Повстанцям надала допомогу Франція. Чисельність повстанської армії досягла 6000 чоловік. 27 серпня 1798 року повстанці розгромили англійську армію під Кастлбаром. Президентом республіки Коннахт був обраний Джон Мур. Але в вересні того ж року англійські війська розгромили і жорстоко придушили повстання.

## Коннахт у літературі та фольклорі
Коннахт — край легенд, казок, переказів, міфів. Саме в Коннахті відбуваються події багатьох легенд та казок про «Темного Патріка», зокрема, казки «Повелитель круків». У казці розповідається, як король Коннахту прогнівив Чорного чаклуна Кромахі який був повелителем круків. І чаклун прокляв королівських синів напророчивши, що один із них буде вбивцею, інший — злодієм, третій — жебраком, а батькові-королю весь вік доведеться споглядати це і страждати від того, що не може він нічого змінити. І коли пророцтво було виголошене чотири круки сіли на чотири кути королівського ліжка і почали зловісно каркати зводячи короля з розуму. Ніхто нічого не зміг зробити. Але тут нагодився Темний Патрік — селянин з Донеголу, який вирішив допомогти королю. Він наказав одному сину їхати вчитися на лікаря — і в жодній смерті його не зможуть звинуватити, другому сину їхати вчитися на суддю — і всі його крадіжки стануть законними, третьому сину вчитися на священика — і ніхто йому не дорікне за жебрацький хліб. Чотири круки тут же зникли, а Коннахт був звільнений від прокляття та ганьби.